# 張金塗
張金塗（チョウ・キント、1932年10月5日 - 2001年5月30日）は、台湾出身の俳優。芸名は『金塗』（キン・ト）。

## 来歴
日本統治時代の台湾・台北市生まれ。1947年頃から台湾にてラジオのパーソナリティや舞台俳優として活躍し、1949年に映画界に活動の拠点を移す。当たり役となった『幽幻道士』シリーズの金おじいさんを始めとして、出演作品は100本以上を数える。2001年5月31日、肝臓癌のため死去。享年70。

## 人物
幼少時から日本統治下の台湾で過ごしたため、日本語を流暢に話した。自身も大の日本好きとして有名で、キョンシーブームの頃に映画の宣伝などで来日した際には劉致妤たちの通訳を率先して行っていた。また、イメージを壊さないためとして、日本でのメディア出演時にはトレードマークである黄色の道袍（どうほう）と黒の冠巾（かんきん）を着用することが多かった。趣味はゴルフ、酒。

## 金おじいさん
『幽幻道士』シリーズにおける中心人物の一人である老齢の道士、金おじいさん役を第一作『幽幻道士』から最終作『霊幻少女 帰ってきたテンテン』まで降板する事無く一貫して演じ続けた。同シリーズにおいて役柄および出演者の変更が無いままだったのは張金塗演じる金おじいさんだけであり、唯一の皆勤キャラクターである。
金おじいさんの最も有名な姿として白髪の三つ編み、鼻髭、顎鬚があるが、これは役作りのためのメイクであり、実際の張金塗は白髪ではなく、髭も蓄えていない。外見に反して、激しいアクションシーンをこなせたのはこのためである。なお、金おじいさんの本名である「金塗」は、張金塗の芸名から名付けられたものである。

## 主な出演作品
- 『少林寺マスター』（1977年）
- 『幽幻道士』（1985年）
- 『新・桃太郎』（1987年）
- 『緑の大地』（1987年）
- 『幽幻道士2』（1987年）
- 『幽幻道士3』（1988年）
- 『幽幻道士4』（1988年）
- 『来来!キョンシーズ』（1988年）
- 『新・幽幻道士 立体奇兵』（1989年）
- 『霊幻少女 帰ってきたテンテン』（1992年）